# تيد بيل
تيد بيل (بالإنجليزية: Ted Bell)‏ هو كاتب أمريكي، ولد في 1947.

## وصلات خارجية
- الموقع الرسمي